# Paula Modersohn-Becker Stiftung
Die Paula Modersohn-Becker Stiftung ist eine Kunststiftung in Bremen-Mitte.

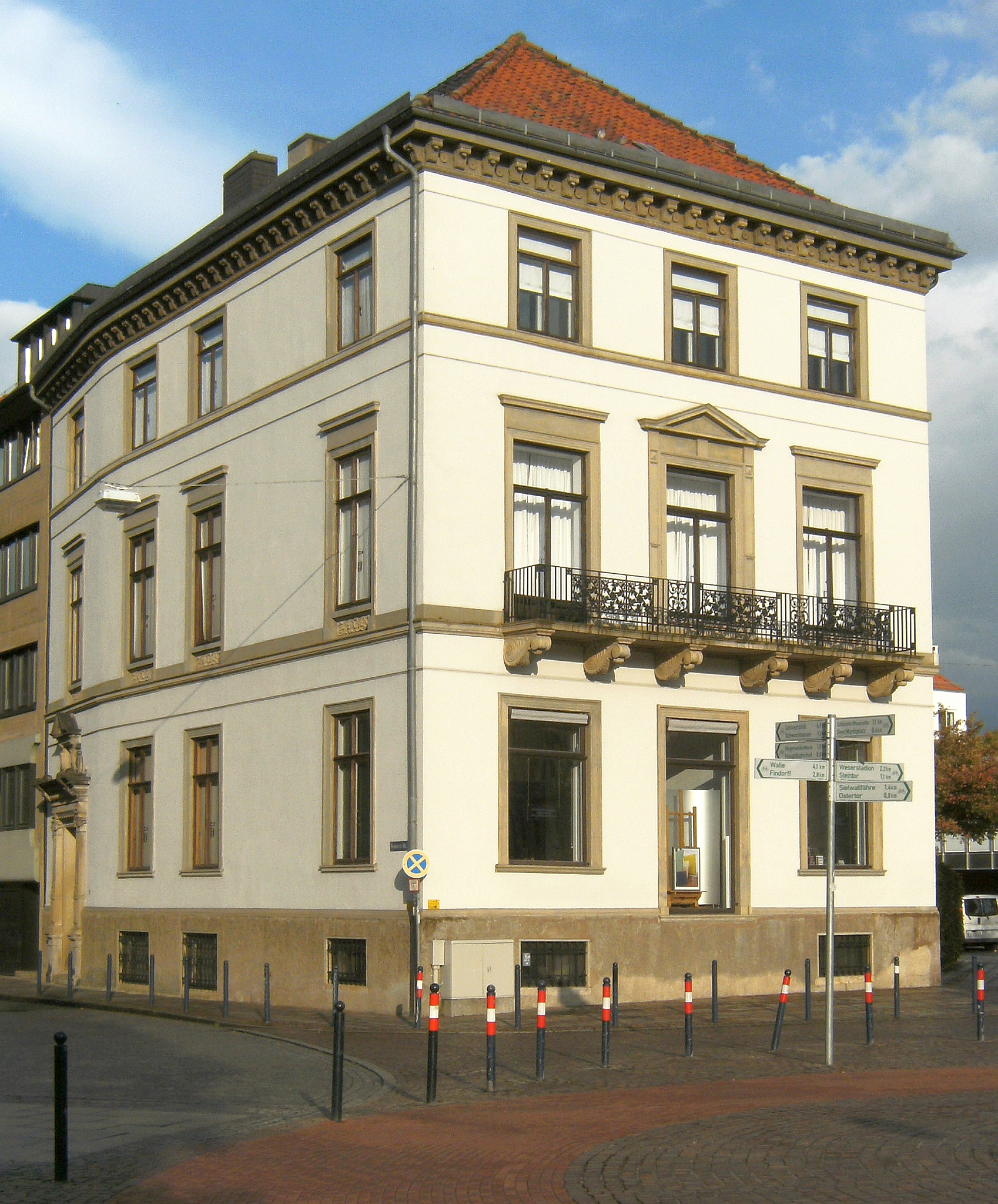
Wohnhaus Rembertistraße 1A

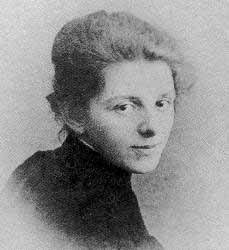
Paula Modersohn-Becker, 1895

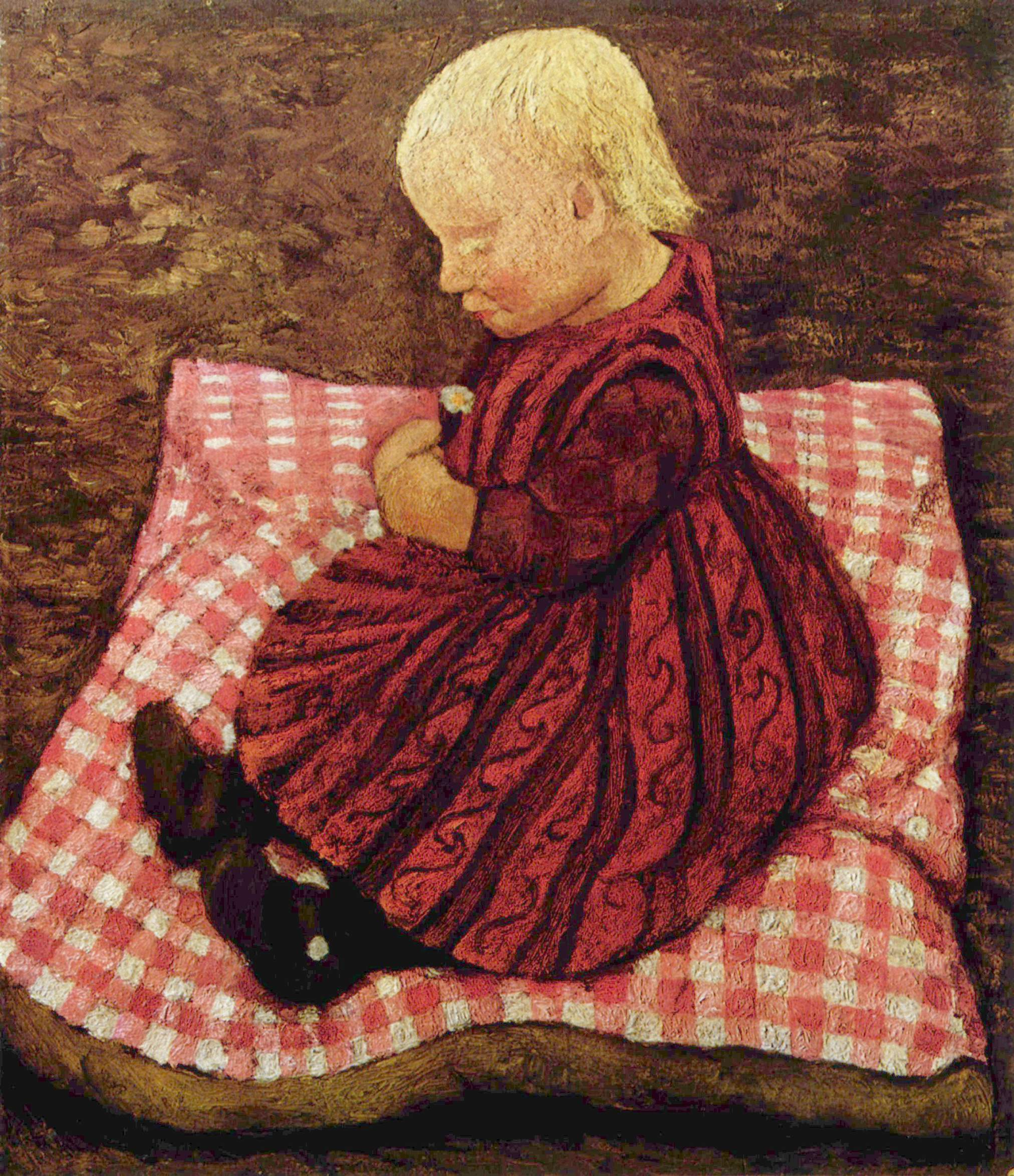
Kind auf rotgewürfeltem Kissen, 1904

## Geschichte
1978 stiftete Tille Modersohn (1907–1998, eigentlich Mathilde), Tochter der expressionistischen Malerin Paula Modersohn-Becker und des Malers Otto Modersohn, die Paula Modersohn-Becker Stiftung. In diese Stiftung gab sie die sich in ihrem Besitz befindlichen Werke ihrer Mutter, bestehend aus mehr als 50 Gemälden nebst etwa 500 Zeichnungen und weiteren Radierungen in Druckform. Als Aufgabe der Stiftung bestimmte sie den Erhalt des Nachlasses sowie die kunstwissenschaftliche Aufarbeitung des Modersohn-Becker’schen Gesamtwerks. Dazu wurde auch die Herausgabe eines Werkverzeichnisses sowie die Ausstellung der gestifteten Werke bestimmt.
Die Ausstellung der Werke erfolgt regelmäßig im Bremer Paula Modersohn-Becker Museum in Bremen-Mitte in der Böttcherstraße sowie in der Kunsthalle Bremen. Stiftung, Museum und Kunsthalle können zusammen mit über 100 Gemälden sowie weiteren 700 Zeichnungen Modersohn-Beckers einen Großteil des künstlerischen Werks der Öffentlichkeit präsentieren.
Der Stiftungssitz befindet sich in Bremen im Haus Rembertistraße 1A Ecke Contrescarpe. Das klassizistische Wohnhaus wurde 1846 von dem Bremer Baumeister Diedrich Christian Rutenberg errichtet. Das Baudenkmal steht seit 1973 unter Bremer Denkmalschutz (Siehe dazu Liste der Kulturdenkmäler in Bremen-Mitte).
Im geschäftsführenden Vorstand der Stiftung sind Rainer Stamm Oldenburg, Klaus Eissing Bremen, Gisela Götte Neuss und Wolfgang Werner (Stand 2016).

## Ausstellungen
- 2010 Krems, Kunsthalle Krems
- 2006 Rotterdam, Chabot Museum
- 2005/06 Japan: Miyagi, Kamakura, Hayama, Tochigi
- 2003 Bremen, Kunstsammlungen Böttcherstraße
- 2000 Bremen, Kunstsammlungen Böttcherstraße
- 1997 München, Städtische Galerie im Lenbachhaus
- 1996/97 Bremen, Kunstsammlungen Böttcherstraße